# Rosario Guerrero
Rosario Fernández Guerrero, conocida como La Bella Guerrero, fue una célebre bailarina española de larga trayectoria.

## Carrera

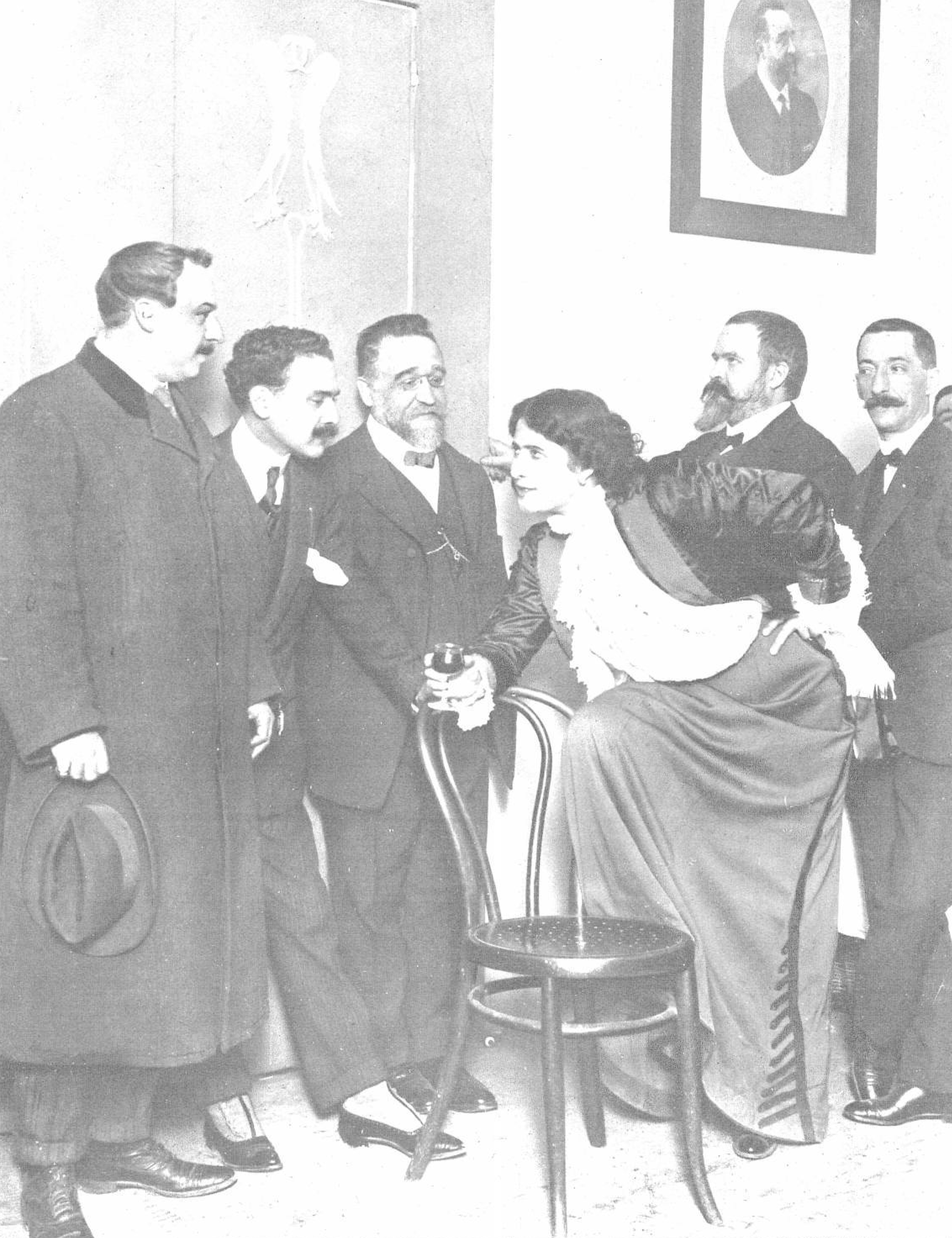
La Bella Guerrero en 1909

Rosario Guerrero fue una notable cupletista y bailarina española, formada profesionalmente en París y que luego hizo giras por el exterior. Se ganó la simpatía del público por su carisma y belleza con las que combinaba su talento para la zarzuela a comienzos del siglo XX. Se crio junto a sus hermanos Lázaro y Enriqueta, iniciándose en el canto con esta última para luego hacer su carrera solista.
Debuta en Madrid, concretamente en el Casino Music Hall en 1899.
Estrenó en El Alhambra Theatre de Londres la obra Carmen allá por el año 1903 junto al actor Volbert. También se presenta en el Teatro Orpheum de Oakland (ciudad inmediata a San Francisco de California).
Su tema El Beso, de la opereta española del "género ínfimo", que grabó bajo el sello HOMOPHON Ca. 1910, la hizo popular en su país.
Se inició como corista en el Teatro Eslava y el Teatro Apolo, pero su deslumbrante figura la llevó a tener gran éxito en París, donde adquirió prestigio y dinero. Fue en Francia donde rivalizó con la otra célebre bailarina Carolina Otero (La bella Otero).
Perteneció a la etapa de otras cupletistas españolas famosas de aquel momento como Adelita Lulú, La Bella Chelito, Raquel y Tina Meller, Luz Chavita, las hermanas Florido, Carmen Amaya y Consuelo Tamayo: La Tortajada. Su rostro apareció en publicaciones como Gedeón, Mundo Galante, Madrid Cómico y en ilustraciones procedentes de París.
En su gira por Argentina formó parte de algunos espectáculos del género del varieté en el Teatro Casino de Buenos Aires. En 1915 trabajo en la película muda argentina Mariano Moreno y la Revolución de Mayo, junto con Pablo Podestá, Silvia Parodi, Felipe Farah, Olinda Bozán, Francisco Izzo y el niño Humberto Peruzzi. 
Falleció en Madrid, en la década de 1960, en muy precaria situación económica, rodeada de perros y gatos.